# Dorothy Nevill
Lady Dorothy Nevill, född 1826, död 1913, var en brittisk memoarförfattare och växtsamlare.
Hon var under sin samtid känd för sina växtsamlingar på sin egendom, som förekom i samtida verk om hortikultur. Hon är känd för eftervärlden främst för sina brev och memoarer, som har publicerats och utgör tidshistoriska skildringar. 

## Verk
- Reminiscences (1906)
- Leaves from the Notebooks of Lady Dorothy Nevill (1907)
- Under Five Reigns (1910)
- My Own Times (1912)
- Mannington and the Walpoles, Earls of Orford (1894)